# 尚福尔热伊
尚福尔热伊（法語：Champforgeuil，法語發音：[ʃɑ̃fɔʁʒœj]）是法国索恩-卢瓦尔省的一个市镇，属于索恩河畔沙隆区。

## 地理
尚福尔热伊（46°49'10"N, 4°50'3"E）面积7.29 平方千米，位于法国勃艮第-弗朗什-孔泰大區索恩-卢瓦尔省，该省份为法国中部省份，北起顺时针与科多尔省、汝拉省、安省、罗讷省、卢瓦尔省、阿列省和涅夫勒省接壤。
与尚福尔热伊接壤的市镇（或旧市镇、城区）包括：索恩河畔沙隆、沙特努瓦-勒鲁瓦亚勒、法尔日莱沙隆、弗拉涅-拉卢瓦耶尔、梅勒塞。
尚福尔热伊的时区为UTC+01:00、UTC+02:00（夏令时）。

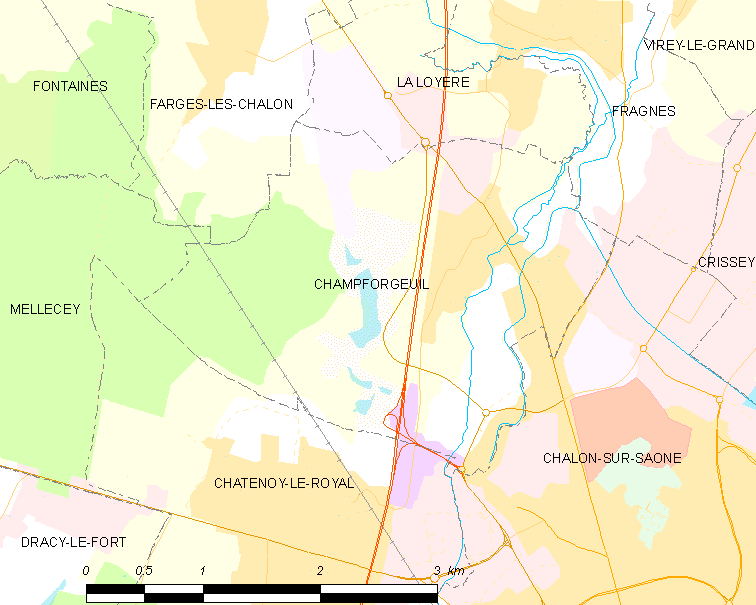
尚福尔热伊的OSM定位图

## 行政
尚福尔热伊的邮政编码为71530，INSEE市镇编码为71081。

## 政治
尚福尔热伊所属的省级选区为索恩河畔沙隆第一县。

## 人口

1962-2008年间尚福尔热伊人口变化图示

尚福尔热伊于2022年1月1日时的人口数量为2616人。